# Diallylamine
Diallylamine is een toxische en licht ontvlambare organische verbinding met als brutoformule C6H11N. Het is een secundair amine. De stof komt voor als een kleurloze vloeistof met een kenmerkende geur, die goed oplosbaar is in water.

## Synthese
De reactie van een allylhalide zoals allylchloride met  ammoniak levert een mengsel op van mono-, di- en triallylamine. Diallylamine wordt ook gevormd door de reactie van allylamine met allylchloride of allylbromide.

## Toepassingen
Het is een tussenproduct bij de synthese van andere stoffen, waaronder kunstharsen, pesticiden en farmaceutica.

## Toxicologie en veiligheid
Diallylamine ontleedt bij verbranding, met vorming van giftige dampen van stikstofoxiden. De oplossing in water is een matig sterke base. Het reageert hevig met zuren en oxidatoren en tast koper, tin, aluminium en zink aan.
De stof is irriterend voor de ogen, de huid en de luchtwegen.